# Innico Maria Guevara-Suardo
Innico Maria Guevara-Suardo (Nàpols, 4 de juny de 1744 - Catània, 25 d'abril de 1814) fou lloctinent del Gran Mestre de l'Orde de l'Hospital.

## Biografia
Innico Maria Guevara-Suardo provenia d'una antiga família de nobles d'Espanya. Va ser elegit després de la mort de Giovanni Battista Tommasi per al lloc de lloctinent de l'Orde de Malta per bé que fora de Malta, ocupada per les tropes de Napoleó primer i Anglaterra després. Ell havia fugit a Catània.
Es va distingir com a almirall de la flota que l'orde continuva en possessió, amb tota la seva autoritat i fermesa per evitar-ne la venda a Sicília, a la qual havia estat destinada la flota durant el regnat del napoleònic Joachim Murat, que havia estat promocionat a nou rei de les Dues Sicílies.
El 23 de juny de 1811, el tinent de l'Ordre va haver d'acceptar la supressió de la batllia germànica de Sant Joan de Brandenburg, que havia fet el rei Frederic Guillem III de Prússia, que va fundar una nova ordre amb el dret de nomenar el nou gran mestre. D'aquesta manera s'eliminvava per complet l'antiga institució de Brandenburg de l'orde de Malta.
Guevara-Suardo va morir a Catània el 25 d'abril 1814 i va ser enterrat a l'església del monestir de Novaluce.

### Problema sobre el domini de l'illa de Malta
Innico Maria Guevara-Suardo, durant el seu govern, va plantejar una ferotge batalla amb el govern britànic per tal de recuperar el control complet sobre l'illa de Malta que era legítim i que el govern britànic retenia de fet i que no va cedir malgrat la caiguda de l'Imperi napoleònic.
Amb el compromís de polítics i diplomàtics, en els mateixos anys en què el litigi entre l'Orde de Malta i el Regne Unit va iniciar-se, el rei suec Gustau IV Adolf de Suècia havia ofert als cavallers maltesos l'illa de Gotland a canvi de la transferència de la seu de la prestigiosa Ordre dins de les fronteres de Suècia, però el projecte va ser rebutjat des del principi. Ara bé, el lloctinent va mostrar la seva gratitud, malgrat que no volia renunciar a Malta.